# Zygmunt Majerski

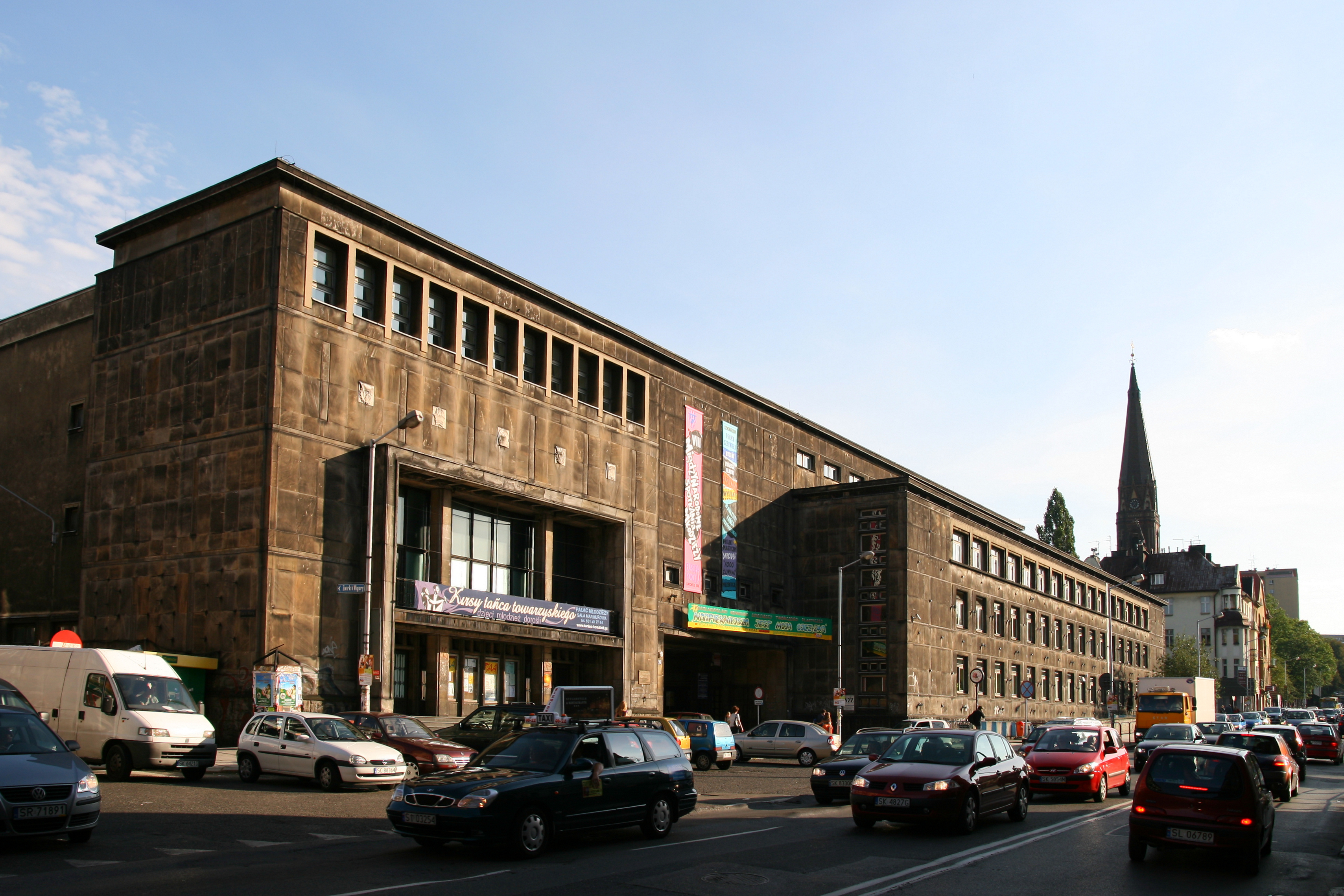
Pałac Młodzieży w Katowicach – widok od strony ul. Mikołowskiej

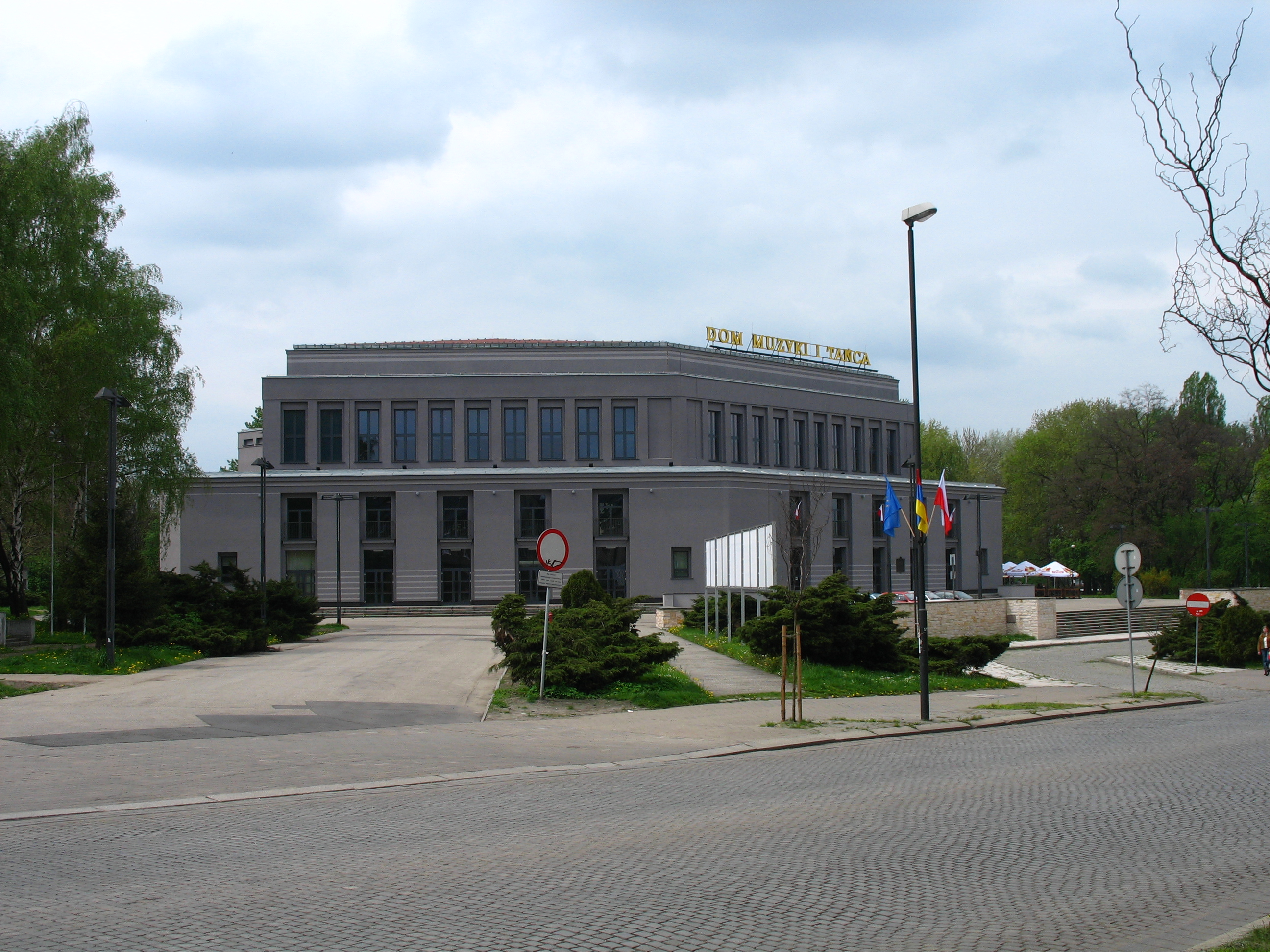
Dom Muzyki i Tańca w Zabrzu

Zygmunt Majerski (ur. 24 lutego 1909 w Przemyślu, zm. 4 stycznia 1979 w Gliwicach) – polski architekt, profesor Politechniki Śląskiej.

## Życiorys
Syn architekta Stanisława Majerskiego. W 1927 ukończył Państwowe Gimnazjum im. Słowackiego w Przemyślu. Studiował na Politechnice Lwowskiej (1927-1935), od 1930 był młodszym asystentem w Katedrze Architektury Historycznej, a od 1938 starszym asystentem w Katedrze Architektury II w pracowni prof. Witolda Minkiewicza. Walczył podczas kampanii wrześniowej, aresztowany 19 września 1939 dostał się do niewoli przebywał w Oflagu VII A Murnau. W latach 1945–1947 przebywał we Włoszech, w tym okresie zaprojektował Cmentarza Poległych Żołnierzy II Korpusu Wojska Polskiego w Bolonii (1946). Do kraju powrócił w czerwcu 1947, od września tego samego roku pracował jako starszy asystent, a następnie adiunkt w Katedrze Budownictwa Utylitarnego Politechniki Śląskiej. W tym czasie wraz z Julianem Duchowiczem brał udział w projektowaniu m.in. Pałacu Młodzieży w Katowicach (1949-1951) oraz Domu Muzyki i Tańca w Zabrzu (1954-1959). Po likwidacji Oddziału Architektury w 1954 przeniósł się do Katedry Projektowania Budynków Mieszkalnych i Społecznych na Politechnice Wrocławskiej. W 1964 reaktywowano Oddział Architektury Politechniki Śląskiej w związku z tym powrócił do Gliwic. W tym okresie stworzył projekty budynku Teatru Dramatycznego w Opolu (1965).
Był nauczycielem i wychowawcą wielu pokoleń architektów w Politechnice Lwowskiej, Wrocławskiej i Śląskiej. Był pierwszym dziekanem Wydziału Architektury Politechniki Śląskiej oraz współtwórcą śląskiej szkoły architektury. Od 1935 był członkiem SARP, zasiadał w Komisji Urbanistyki i Architektury w katowickim oddziale Polskiej Akademii Nauk. 
W 2005 Wydział Architektury Politechniki Śląskiej ustanowił Medal imienia Profesora Zygmunta Majerskiego dla wyróżnienia osób szczególnie zasłużonych dla architektury i urbanistyki regionu górnośląskiego.

## Odznaczenia
- Krzyż Oficerski Orderu Odrodzenia Polski;
- Złoty Krzyż Zasługi – dwukrotnie;
- Medal Komisji Edukacji Narodowej;
- Honorowa Nagroda SARP (1973).